# .vg
.vg és el domini de primer nivell territorial (ccTLD) de les Illes Verges Britàniques. Com que permet el registre al segon nivell, i no requereix que qui registra tingui relació amb les Illes Verges Britàniques, s'utilitza també sovint per a blogs i webs relacionats amb els videojocs, per les inicials en anglès ("videogame").

## Conflicte de març de 2013 sobre la propietat dels registres .vg, .tc i .gd
Registradors de noms importants com GoDaddy han deixat d'acceptar registres nous per als dominis .vg, .gd i .tc des de març de 2013. La causa és el conflicte sobre la propietat i el control d'AdamsNames Ltd, que era el registrador acreditat per la IANA per aquests dominis de primer nivell. Un antic soci d'AdamsNames Ltd. va crear una empresa nova, Meridian Ltd, que afirma que és el nou registrador acreditat.